# バリツェ空港
クラクフ・バリツェ空港 (Port lotniczy Kraków-Balice, Balice Airport) は、ポーランド、マウォポルスカ県クラクフにある空港である。
ヨハネパウロ2世・クラクフ・バリツェ国際空港（ヨハネパウロ2世 クラクフ バリツェくうこう, John Paul II International Airport Krakow）という、ヨハネ・パウロ2世の名を冠した別称がある。

## 就航路線

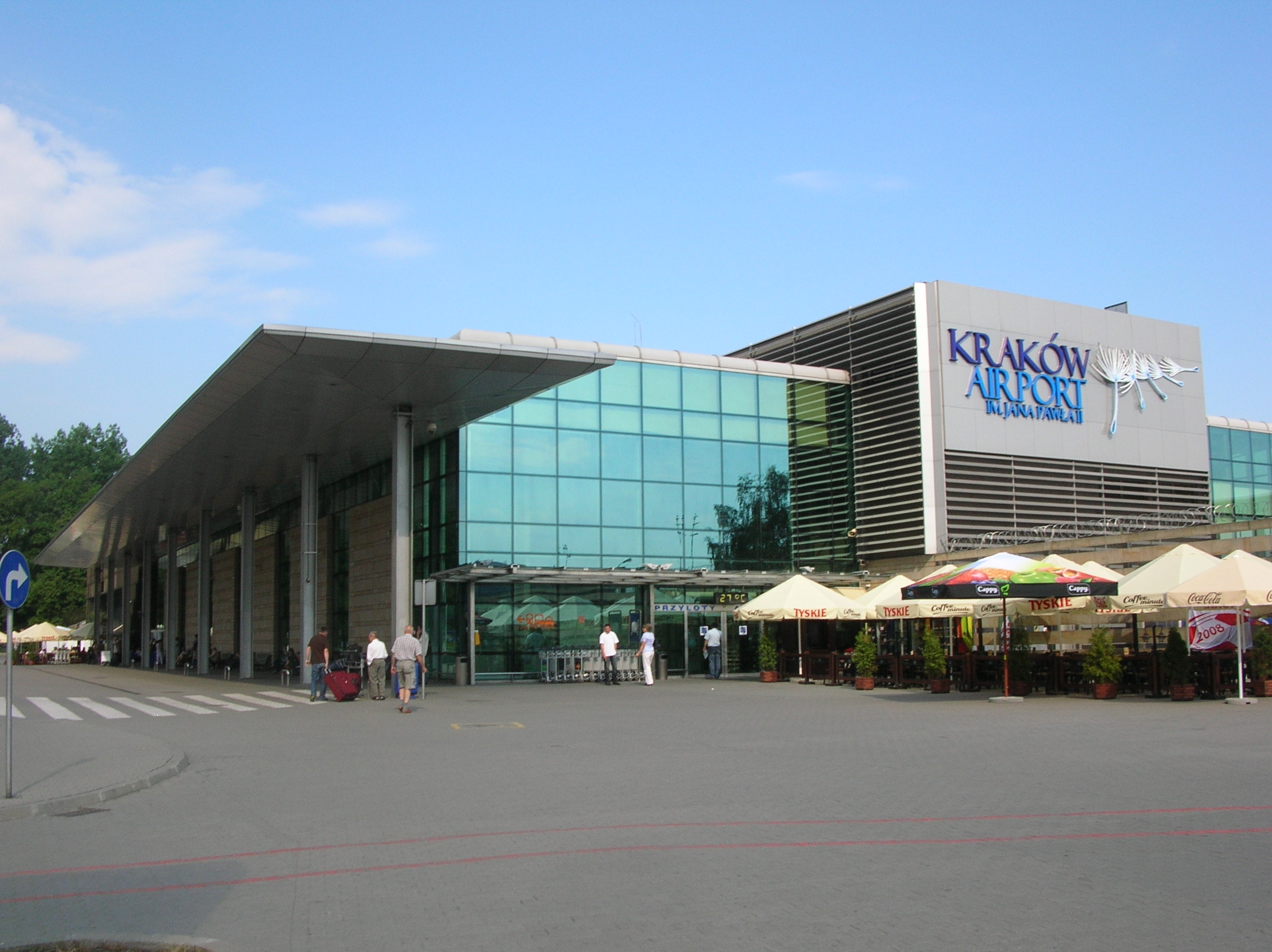
Port lotniczy Kraków-Balice

- アムステルダム
- ダブリン
- マドリード
- バルセロナ
- ミラノ (マルペンサ)
- ウィーン
- ロンドン (ガトウィック)
- ブリュッセル
- ボローニャ
- コーク
- リスボン
- ローマ (チャンピーノ)
- ローマ (フィウミチーノ)
- プラハ
- ケルン・ボン
- ロンドン (ルートン)
- ロンドン (スタンステッド)
- シカゴ (オヘア)
- フランクフルト
- ニューヨーク (ケネディ)
- ニューアーク
- パリ (ドゴール)
- パリ (オルリー)
- テルアビブ

- ワルシャワ
- ミュンヘン
- コペンハーゲン
- リバプール
- ニューカッスル
- シュトゥットガルト
- アテネ
- マンチェスター
- ベルファスト
- ヘルシンキ
- ストックホルム (アーランダ)
- オスロ
- グラスゴー (プレストウィック)
- バーミンガム
- シャノン
- ブリストル
- ドルトムント
- リーズ・ブラッドフォード
- ブルガス
- ドゥブロヴニク
- ナポリ
- ヴェネツィア
- トリノ
- リミニ
- テッサロニキ
- パレルモ
- スプリト